# Métro léger d'Abuja
L'Métro léger d'Abuja (en anglais : Abuja Light Rail) est un système de transport en commun ferroviaire à Abuja, capitale administrative du Nigeria, peuplée de 2,5 millions d'habitants. Le réseau comprendra à terme six lignes totalisant 292 kilomètres. Une première ligne longue de 26,7 km a été inaugurée le 12 juillet 2018.

## Historique
Le projet de système de transport en commun ferroviaire d'Abuja a été lancé en 2007 avec l'assistance de la Chine qui finance sa réalisation à travers une série de prêts et assure sa construction. Le réseau doit comprendre à terme six lignes totalisant 292 km. La première phase de construction confiée à la société chinoise China Civil Engineering Construction porte sur la réalisation de deux lignes totalisant 45,28 kilomètres pour un coût de 745 millions d'euros. La phase suivante a été également confiée à cette société.

## Première phase
Deux lignes sont construites dans le cadre de le cadre de la première phase. La Yellow Line longue de 26,7 km relie l'aéroport d'Abuja au centre-ville  (station Abuja Metro) et comprend huit arrêts dont un arrêt à la gare d'Idu qui assurera une correspondance à la fois avec la ligne de chemin de fer  Abuja-Kaduna et avec la Yellow Ligne. Inaugurée le 12 juillet 2019, la Blue Line fait l'objet d'une desserte très légère à ses débuts : traction diesel imposant une vitesse très basse et pas d'arrêt aux stations intermédiaires hormis Idu. La deuxième ligne '"Yellow Line", longue de 18 km relie la gare d'Idu à Gbazango et comprend cinq stations. Elle est parallèle à la ligne Abuja-Kaduna.

## Caractéristiques techniques
Le réseau est desservi par des rames automotrices électriques composées de trois voitures qui sont de construction chinoise (CRRC). L'électricité est captée par des pantographes et les rames circulent sur une  voie à écartement normal. Les stations sont surdimensionnées par rapport à la longueur des rames. Le coût d'un aller est de 1 000 nairas (2,5 euros). Le contrôle se fait à l'embarquement.